# الحاج سياح

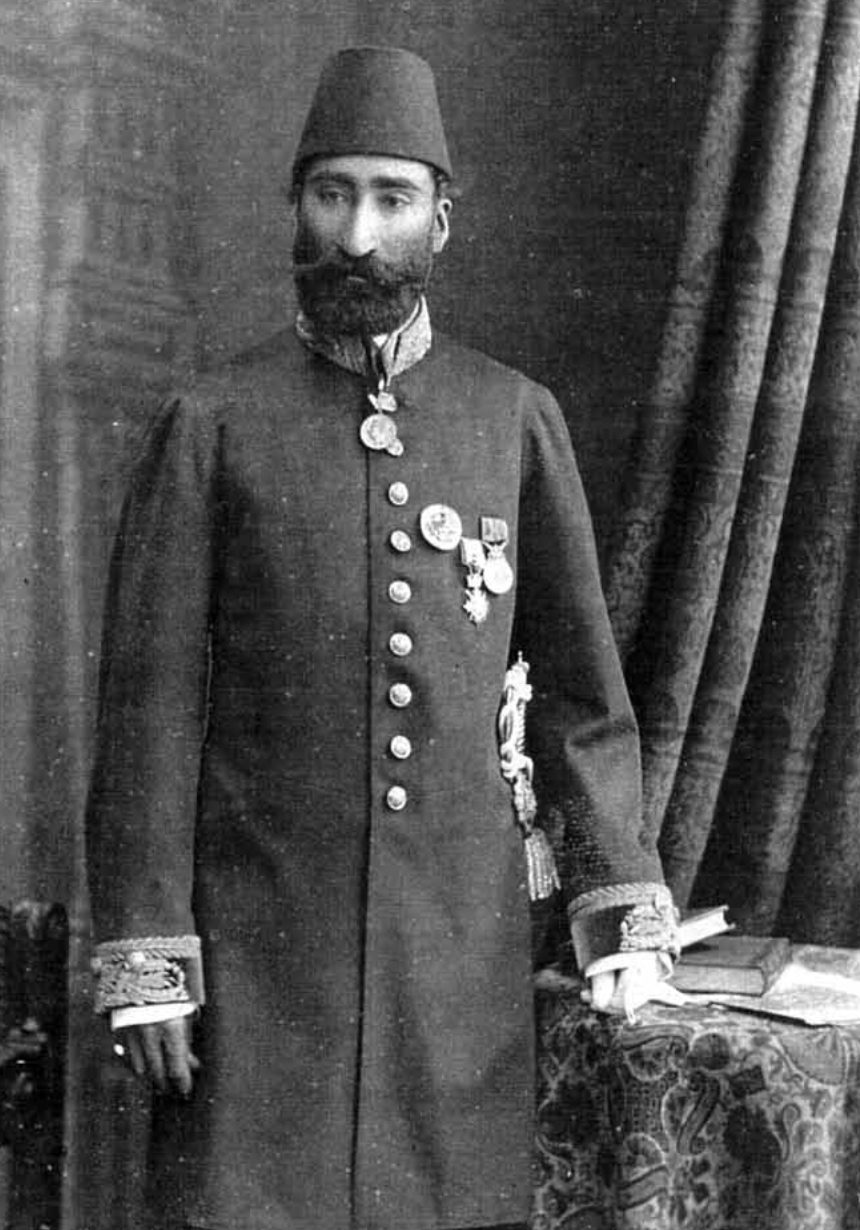
الحاج سياح

ميرزا محمد علي (بالفارسية : میرزا محمد علی)، المعروف بلقبه الحاج سياح (بالفارسية : حاج سياح "المسافر"؛ 1836–1925 م)، كان رحالة عالميًا مسلمًا وناشطًا سياسيًا أمريكيًا إيرانيًا.
كان أول إيراني يحصل على الجنسية الأمريكية. وبحسب مرسوم صادر عن المحكمة الجزئية للمنطقة القضائية الثانية عشرة في ولاية كاليفورنيا، فقد حصل على الجنسية في 26 أيار 1875 م.

## الحياة المُبكرة
وُلِد الحاج سياح عام 1836 م في مدينة محلات، في الدولة القاجارية في إيران. وقد أتاحت له دراسته في سن مبكرة الاطلاع على الأفكار الحديثة التي كانت تنتشر آنذاك في مختلف أنحاء العالم. إن الاختلافات الصارخة التي لاحظها بين الحكم الاستبدادي في إيران والأفكار التي درسها ألهمته لرؤية بقية العالم.

## اللقب
لُقب ميرزا محمد علي بـ(الحاج) لأنه حجّ لمكة وكانت بداية رحلته، وبـ(سياح) من الكلمة الفارسية التي تعني سياحة.

## السفر
في سن الثالثة والعشرين، شرع الحاج سياح في رحلة رائعة حول العالم، والتي استمرت قرابة 18 عامًا. بدأ رحلاته بالتجوال في أنحاء آسيا الوسطى وأوروبا لمدة تزيد على ست سنوات. وفي كثير من الأحيان، كان يسافر وحيدًا وفي فقر.
وكان دافعه وراء رحلاته هو تعطشه للمعرفة والقوة الروحية. كان يريد أن يتعلم قدر استطاعته عن العالم وكيف يعيش الآخرون ليعيد تلك الأفكار إلى إيران والعالم الإسلامي. ونتيجةً لملاحظاته خلال رحلاته، خَلص إلى أن البشر من المفترض أن يعيشوا في مجتمعات إنسانية معقولة، وأن يتمتعوا بحقوق الإنسان الأساسية.
وصل الحاج سياح إلى الولايات المتحدة عبر مدينة نيويورك. خلال إقامته التي استمرت عشر سنوات في البلاد، التقى بالعديد من الشخصيات البارزة مثل الرئيس الأمريكي يوليسيس جرانت في أكثر من مناسبة. وفي نهاية المطاف، قادته رحلاته عبر الولايات المتحدة إلى سان فرانسيسكو، حيث أمضى عدة أشهر.
وفي سياق دراسة حياة الحاج سياح، اكتشف الأستاذ الجامعي علي فردوسي من خلال وثائق وزارة الخارجية أن الحاج سياح أصبح مواطنًا أمريكيًّا في 26 مايو/أيار 1875 م، وهو أول إيراني يفعل ذلك.

## النشاط السياسي
عند عودته إلى إيران في تموز 1877 م، أصبح الحاج سياح ناشطًا سياسيًا وسُجن بتهمة التحريض على حملة سرية لكتابة الرسائل إلى ناصر الدين شاه قاجار ورجال الدولة بشأن الظروف المعيشية التي لا تُطاق في إيران. وبعد إطلاق سراحه، لجأ إلى البعثة الأميركية في طهران طلبًا للحماية ليزيد من نشاطه السياسي. وقد حيّرت هذه الخطوة العديد من الإيرانيين، الذين تساءلوا عن سبب شعوره بأن الحكومة الأميركية ستحميه وأنه ربما على علاقة معهم.
لعب الحاج سياح دورًا رئيسًا في الثورة الدستورية الفارسية عام 1906 م، وظل نشطًا حتى وفاته عام 1925 م، عن عمر يناهز 89 عامًا.

## قراءة إضافية
- Tornesello، Natalia L. (2021). "Hâjj Sayyâh in 19th Century Iran: A Voyage in Search of an Identity". Annali Sezione Orientale. ج. 81 ع. 1–2: 81–98. DOI:10.1163/24685631-12340112. S2CID:239105677.